# Valle de Mena
Valle de Mena là một đô thị trong tỉnh Burgos, Castile và León, Tây Ban Nha.
Dân số 3.395 người.